# Ybycuí
Ybycuí es una ciudad paraguaya del Departamento de Paraguarí, en el centro sur del país, ubicada a unos 123 km de Asunción. Su nombre proviene del guaraní Yvyku'i y significa «arena».

## Geografía
Ybycuí está situado a 123 km de la ciudad de Asunción, por la Ruta Nacional N.º 1 «Mariscal Francisco Solano López» hasta la ciudad de Carapeguá, donde se desvía de la Ruta N.º 1. Es un municipio del Noveno Departamento de Paraguarí, ubicado al sureste del Paraguay, con una extensión territorial que asciende a 273 kilómetros cuadrados. Limita al norte con los municipios de Acahay; al sur con los municipios de Quyquyho y Mbuyapey; al este con La Colmena; y al oeste con Quiindy y Caapucú.
Las Sierras de Ybycuí son un macizo situado en el centro y este del Departamento de Paraguarí, forma parte de la hoy llamada Meseta Brasileña. Se extiende desde la Cordillera de los Altos hasta la desembocadura del río Tebicuarymí con el río Tebicuary. Entre sus elevaciones se encuentran los cerros Ybycuí, Simbrón, Acahay, Ybytymí, entre otros.

### Naturaleza
En las inmediaciones del distrito se encuentra el Parque Nacional Ybycuí, una reserva natural surcada por numerosos arroyos, con escarpadas elevaciones y frondosos bosques llenos de biodiversidad, remanentes de la región de la Mata atlántica. Podemos toparnos con árboles como el kupa'y, el Peltophorum dubium(yvyra pyta),con su madera de un característico color rojo, y el tajy, lapacho oTabebuia impertiginosus, árbol nacional del Paraguay, entre innumerables otros.
También se encuentran resguardados bastantes mamíferos, como el lobopé, el ka’i paraguay Cebus apella, la Mazama americana, comúnmente llamado guazu pytá, el gran Puma concolor y el escurridizo Coatí.

## Clima
La temperatura media es de 21 °C, la máxima en verano 39 °C y la mínima en invierno, 2 °C. El verano (de diciembre a marzo) puede ser muy caluroso. El invierno (de junio a septiembre) es apacible, la temperatura no baja de los 0 grados. La lluvia es más intensa en el periodo que va desde diciembre a marzo, en invierno son permanentes el rocío y la neblina.
Según Köppen, el clima es subtropical húmedo o pampeano, un clima bastante agradable, pero pueden experimentarse olas de calor con tórridas temperaturas.

## Demografía
Ybycuí tiene un total de 17 972 habitantes, según datos oficiales provistos por el censo paraguayo de 2022.

## Economía
Entre las actividades económicas de los pobladores podemos mencionar la agricultura, ganadería, explotación forestal e hilanderías, desmontadoras de algodón e innumerables comercios al menudeo y al por mayor. Existen además, fábricas de carbón, extracciones de miel de abeja y de caña dulce.

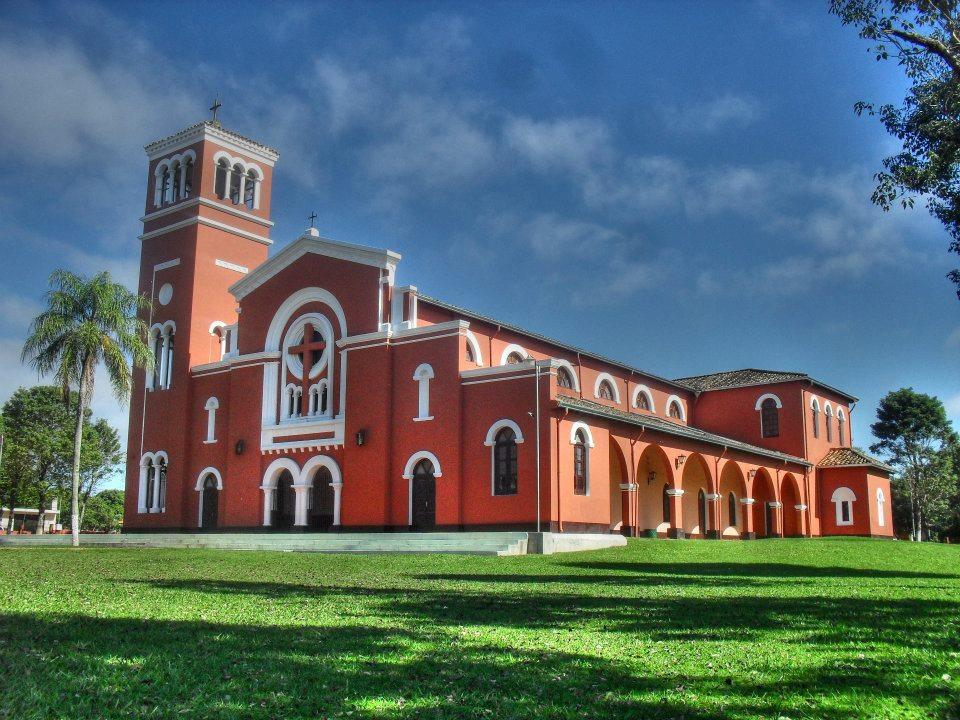
Iglesia de Ybycuí.

## Religión
Iglesia de San José, patrono de la ciudad, ubicada en la entrada misma de la ciudad y con una arquitectura impresionante. Su construcción fue llevada por el Padre Julio César Duarte Ortellado (1906-1943) cuyos restos descansan dentro de esta Iglesia. La Iglesia San José de Ybycuí está rodeada por lapachos rosados que en su temporada de floración se observa como un verdadero espectáculo de belleza única.

## Educación
El Colegio Privado (subvencionado por el Estado) Niño Jesús; es un importante centro educativo de la región, fundado por la croata Beata María Petković y que hasta ahora sigue a cargo de las Hermanas Hijas de la Misericordia. Otros colegios son: Colegio Nacional General César Barrientos, Escuela Graduada Nº 72 General Bernardino Caballero, La Escuela Agrícola de Ybycuí, Colegio Nacional San Rafael (Pancha Garmendia), Colegio Nacional Colonia Agustín Goiburu, Colegio Nacional Profesor Victorino Ramón Fretes, Colegio Nacional Santa Angela, Colegio Nacional Don Mauricio Cardozo Ocampo, Centro Educativo Privado Mauricio Cardozo Ocampo (subvencionado por el Estado) y el Colegio Nacional Nº 4699 Joel Hugo Filártiga Speratti. También cuenta con varios institutos de Formación Docente.

## Deportes
El fútbol constituye el deporte más importante en esta ciudad representada principalmente por La Liga Agrícola de Ybycuí e importantes clubes en la ciudad como el Club Duarte Ortellado, Club General Bernardino Caballero, Club 29 de Septiembre Boquerón, Club 14 de Mayo entre otros, además de estos clubes han salidos futbolistas destacados a nivel nacional e internacional. 
El rally también es uno de los deportes más apasionantes de esta ciudad que tiene lugar en esta ciudad una vez por año y el rally 4x4 también tiene como sede en los circuitos de esta ciudad, que año tras años reúne a lo mejor del circuito nacional y a sus seguidores.

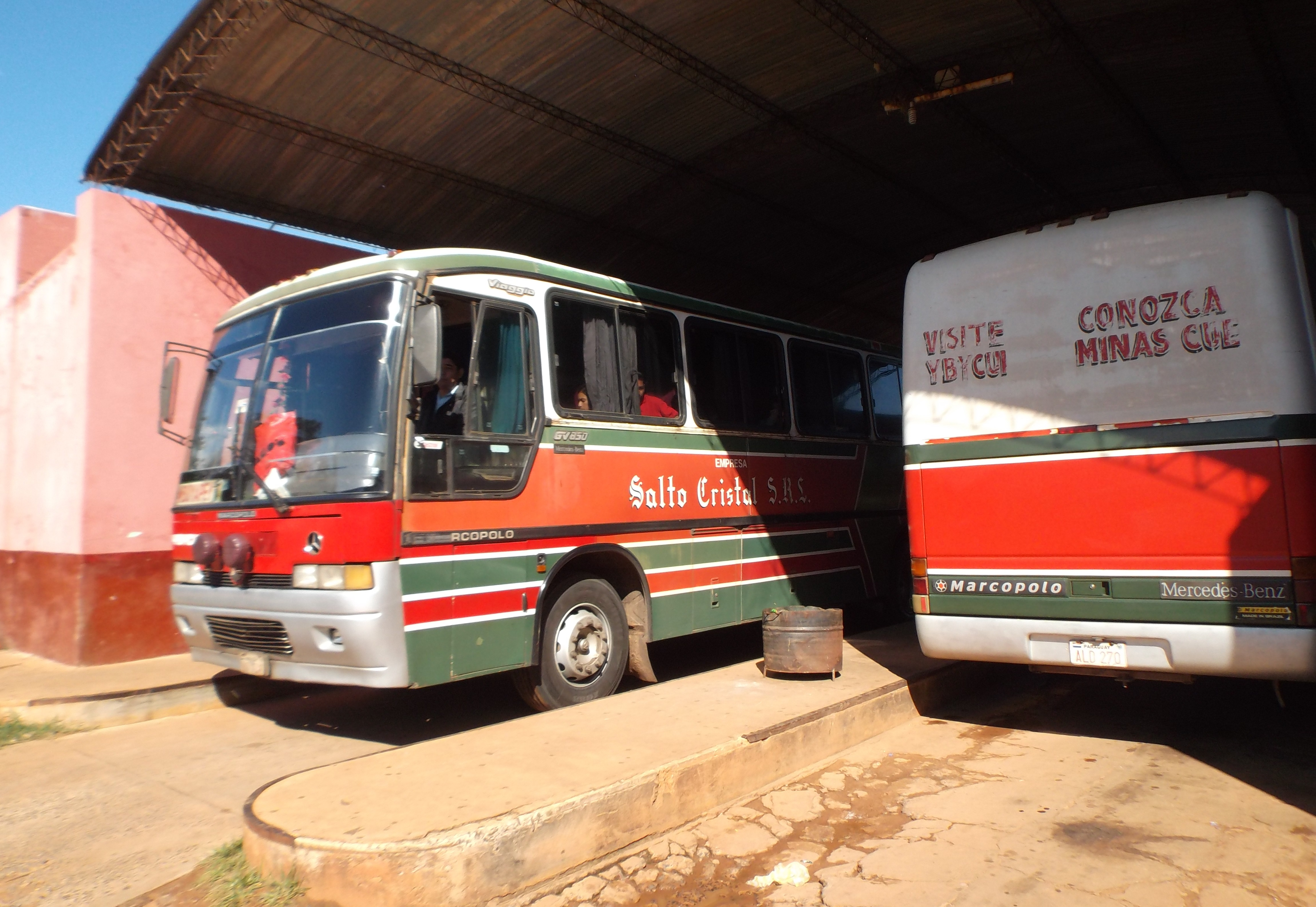
Colectivos de la empresa "Salto Cristal", en la terminal de ómnibus de Ybycuí.

## Infraestructura
Se ubica a 123 kilómetros de la ciudad de Asunción, en un ramal de la Ruta PY01. La empresa de transporte Salto Cristal diariamente hace sus conexiones de Ybycuí a todas las ciudades vecinas hasta la capital. Las principales radioemisoras son "La Rosada FM 90.1" y "Radio La Paz 93.3 FM", siendo esta última la única que transmite por internet.

## Turismo

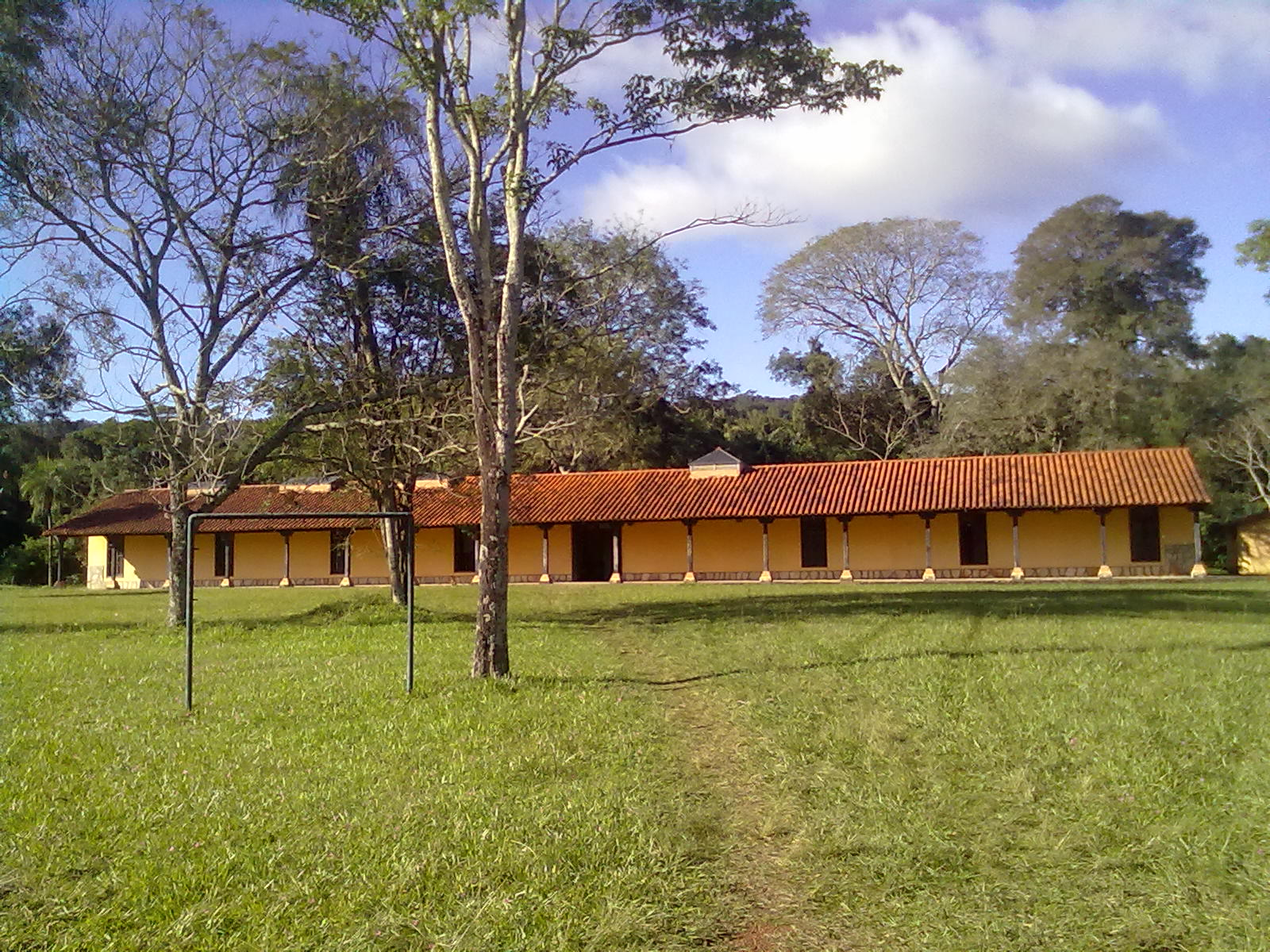

En Ybycuí está la antigua fundición de hierro y arsenal de Minas Cué, conocida como La Rosada, que funcionaba en época de Carlos Antonio López, donde se fabricaban piezas de guerra y herramientas, además de piezas para las naves marítimas de la flota paraguaya. La misma funcionó por espacio de 19 años, desde 1850 hasta 1869, año en que fue destruida por las tropas brasileñas y uruguayas durante la Guerra de la Triple Alianza.

Las ruinas que hoy se pueden apreciar en la zona histórica, fueron reconstruidas en su totalidad sobre planos y cimientos originales. Cuenta además con un Museo de fundición de hierro de la época, donde se exponen utensilios utilizados para la fundición de hierro, como así armas fabricadas ahí mismo. La Rosada está dentro del Parque nacional Ybycuí. 

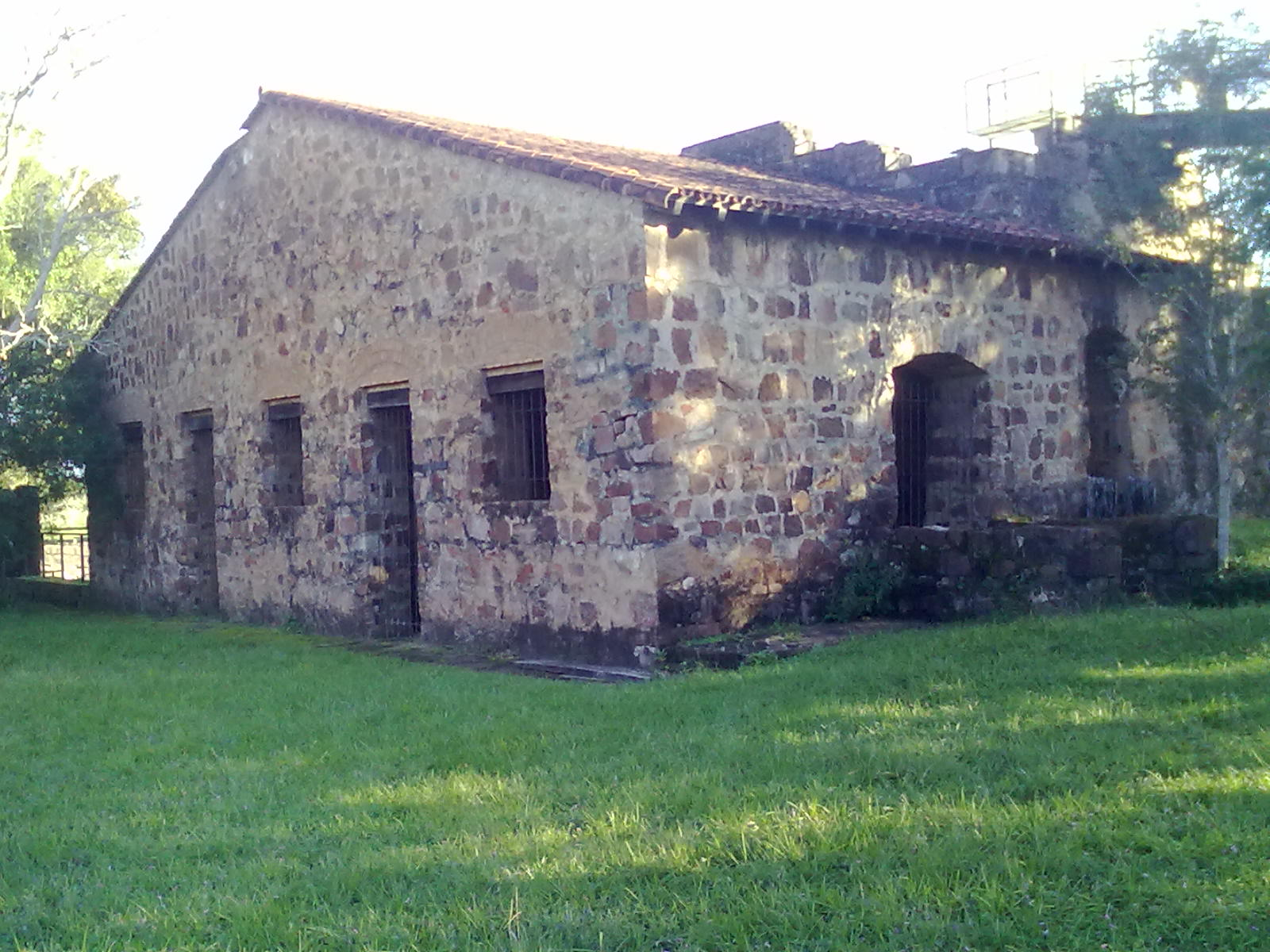

El parque nacional Ybycuí forma parte de los recursos naturales del Paraguay, al estar conformado por serranías y laderas surcadas por numerosos arroyos permanentes e intermitentes, que forman en su recorrido hermosas cascadas, saltos y piletas naturales.
El Parque se creó el 16 de mayo de 1973, con una superficie de 5 000 hectáreas.
Cuenta con área de camping, vestuarios para visitantes, baños, etc. En este lugar se encuentran el arroyo Corrientes, el arroyo Mina, el Salto Guaraní, el Salto Cristal, el Salto Mina y el Salto Mbocaruzú, además de otros atractivos rincones que ofrece la naturaleza. En Ybycuí también puede apreciarse el Pozo Tatacua, de desconocida profundidad, además del Paso Itá.

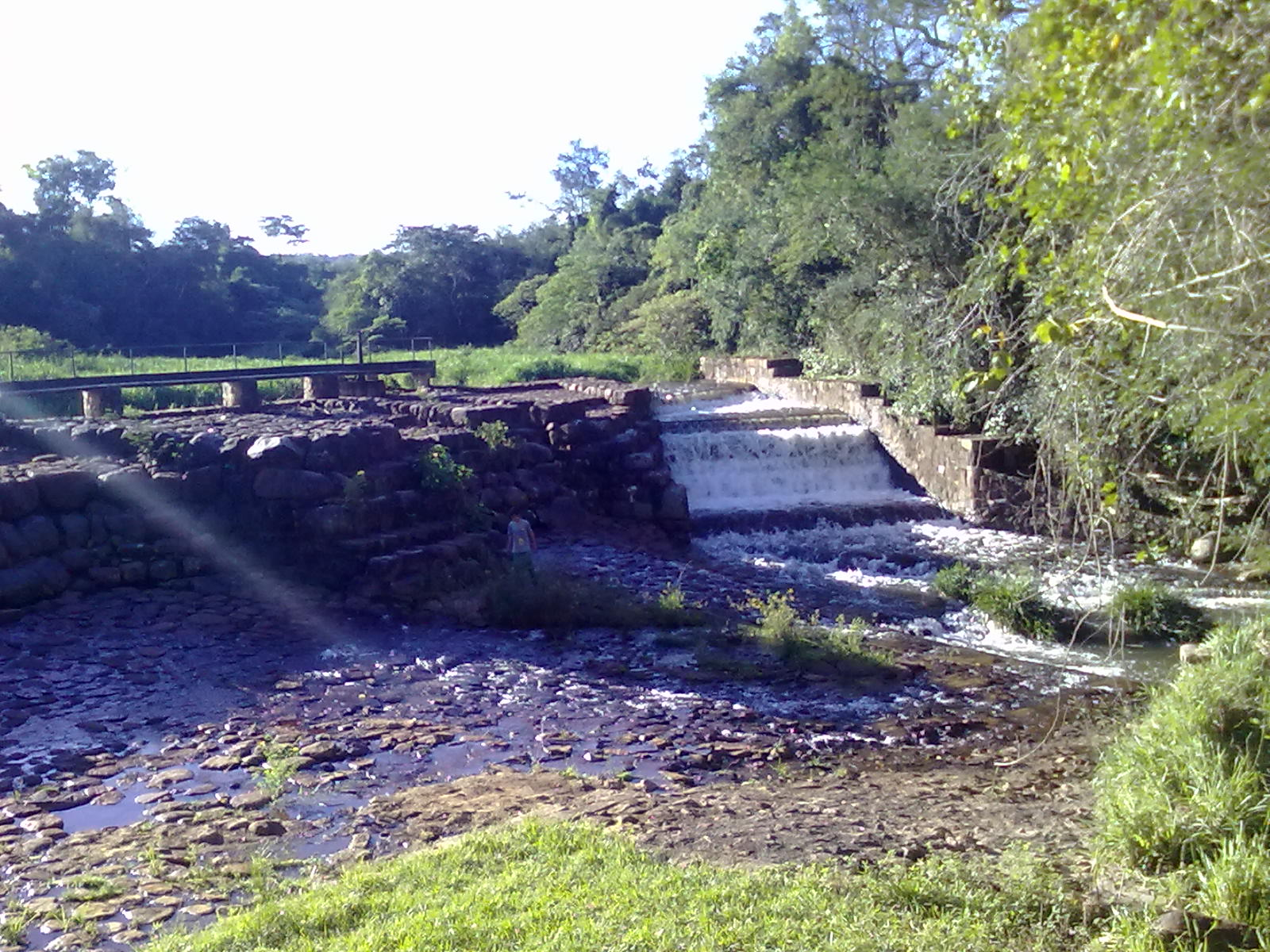

El Cerro San José, también conocido como Cerro Tatú Kuá, es el pico más alto de la ciudad con más de 600 metros sobre el nivel del mar y que da a la ciudad un paisaje más pintoresco también porque se lo puede observar antes de entrar a la ciudad que gusta mucho a los turistas para sus fotografías, también desde la cima de este cerro el paisaje es más que impresionante y único. 

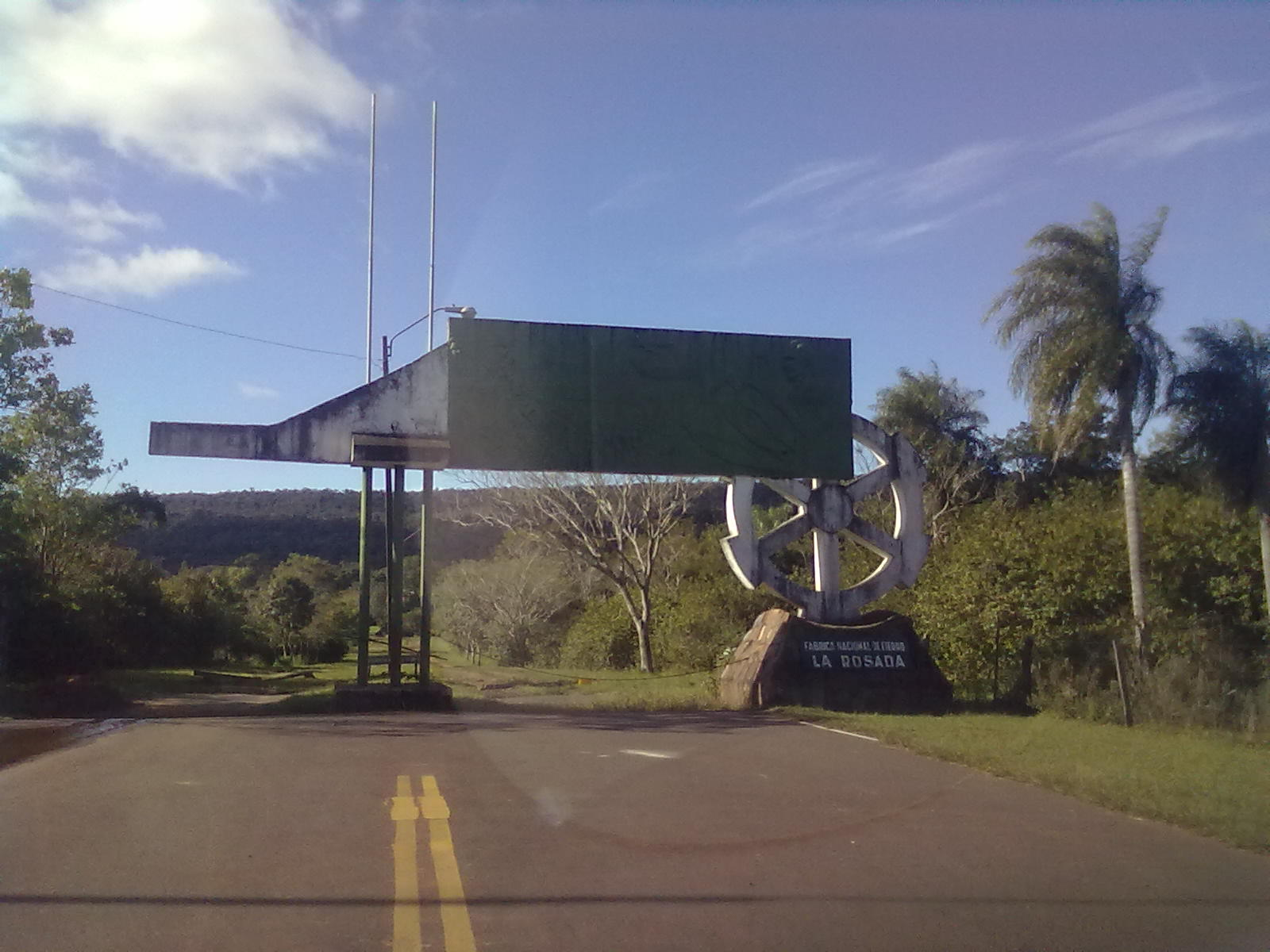

La antigua casa de Bernardino Caballero es muy visitada por los turistas que buscan conocer un poco de la historia paraguaya. La Granja Escuela Mamoreí busca concientizar a la población de la importancia del cuidado de la naturaleza. También es conocida por ser una de las ciudades más limpias de América y por su fama de Ciudad Fiestera. La ciudad también cuenta con numerosos Hoteles, Casas Rurales, Hoteles Rurales, y Restaurantes.

## Ybycuienses reconocidos
Sus hijos más prominentes son:
- Al Gral. Bernardino Caballero, por nacer en Ybycuí, se lo llama "El Centauro de Ybycuí". En la ciudad, en su honor está la Avenida y el Colegio Nacional "Gral. Bernardino Caballero".
- Mauricio Cardozo Ocampo, músico y compositor, poeta y director, nacido en 1907, posee alrededor de 300 canciones y piezas instrumentales. Entre las más difundidas se encuentran: Las siete cabrillas, Pueblo Ybycuí, Añoranza, Mi destino, Paraguaya linda, Guavirá poty, Che morenamí, Regalo de amor, Morena, Rincón guaraní, Sé que te perdí, Amambay, Estrellita, Que linda es mi bandera, La carreta campesina, Marizza, Punta Porá, Mombyry guivé, Galopera.
- Padre Julio César Duarte Ortellado, sacerdote diocesano, párroco de Ybycuí, su vida sacerdotal fue una bendición de Dios para su pueblo.